# Андрей Андреев (диригент)
Вижте пояснителната страница за други личности с името Андрей Андреев.
Андрей Димитров Андреев е български музикант, диригент.

## Биография
Роден е на 29 август 1942 година година в Куманово, тогава анексиран от Царство България, днес Северна Македония. След изтеглянето на българските войски от Вардарска Македония, семейството му се преселва в Свободна България и се установява във Видин. В 1971 година завършва Музикалната академия в София със специалности оркестрово дирижиране в класа на професор Константин Илиев и хорово дирижиране при професор Васил Арнаудов. В 1968 година специализира в международен курс за диригенти във Ваймар, а в 1982 година - в Музикалната академия във Виена.
В периода от 1972 до 1986 година Андреев е диригент на Видинския симфоничен оркестър и на видинския хор „Боян Чонос“, с който печели първа награда и златен медал на Международния конкурс в град Ланголен, Уелс, Великобритания, в 1976 година, а в годините 1984, 1985 и 1986 година на Празниците на кантатно-ораториалната музика печели най-високото отличие. От 1992 до 1994 година е диригент на оркестър „Симфониета“, а в периода от 1994 до 2000 година и на смесения хор на Българското национално радио. Андреев е главен диригент също на филхармониите в Сливен, Варна, Скопие, Ниш и Сеул, като дирижира симфонични оркестри в САЩ, Англия, Италия, Русия, Куба и други.
Със симфоничните оркестри и хоровете, които ръководи, Андреев печели редица награди от прегледите, фестивалите и конкурсите, в които участва в България и в чужбина.